# Odobeasca
Odobeasca – wieś w Rumunii, w okręgu Teleorman, w gminie Drăcșenei. W 2011 roku liczyła 421 mieszkańców.